# Тротвуд (Охајо)
Тротвуд (енгл. Trotwood) град је у америчкој савезној држави Охајо.

## Демографија
По попису из 2010. године број становника је 24.431, што је 2.989 (-10,9%) становника мање него 2000. године.
| Група             | 2000.          | 2010.          |
| Белци             | 10.501 (38,3%) | 6.796 (27,8%)  |
| Афроамериканци    | 15.998 (58,3%) | 16.660 (68,2%) |
| Азијати           | 67 (0,2%)      | 81 (0,3%)      |
| Хиспаноамериканци | 224 (0,8%)     | 231 (0,9%)     |
| Укупно            | 27.420         | 24.431         |